# Godljevo
Godljevo es un pueblo ubicado en la municipalidad de Kosjerić, en el distrito de Zlatibor, Serbia.

## Superficie
Posee una superficie de 10,37 kilómetros cuadrados.

## Demografía
Hasta 2011 la población era de 257 habitantes, con una densidad de población de 24,79 habitantes por kilómetro cuadrado.